# Paradesmanthus
Paradesmanthus is een geslacht van sponsdieren uit de klasse van de Demospongiae (gewone sponzen).

## Soort
- Paradesmanthus macphersoni (Uriz, 1988)